# بين كوربيت
بين كوربيت (بالإنجليزية: Ben Corbett)‏ هو ممثل أمريكي، ولد في 6 فبراير 1892 في هودسون في الولايات المتحدة، وتوفي في 19 مايو 1961 في هوليوود في الولايات المتحدة.

## وصلات خارجية
- بين كوربيت على موقع IMDb (الإنجليزية)
- بين كوربيت على موقع قاعدة بيانات الفيلم (الإنجليزية)